# 大韓民国枯葉剤後遺症戦友会
大韓民国枯葉剤後遺症戦友会（だいかんみんこくかれはざいこういしょうせんゆうかい、朝鮮語: 대한민국 고엽제 후유증 전우회、英語: Korean Disabled Veteran's Association by Agent-Orange in Vietnam War）または大韓民国枯葉剤戦友会は、ベトナム帰還兵による退役軍人団体である。1993年3月に制定された「ベトナム参戦枯葉剤後遺疑症患者の支援等に関する法律」に基づき設置された法定団体。
韓国国内に16支部（ソウル・釜山・大邱・仁川・大田・光州・蔚山・京畿・江原・忠北・忠南・慶北・慶南・全北・全南・済州）を置くほか、国外にアメリカ東部支部（ニューヨーク）・アメリカ西部支部（ロスアンゼルス）・ベトナム支部・ドイツ支部・アメリカ中西部支部（シカゴ）・カナダ支部を設けている。会員数約13万人。
米国の枯葉剤製造業者を相手取って民事訴訟を行っていたが、一連の報道が不利に働いたとしてハンギョレ新聞社を襲撃した。